# スリナムと中国の関係
スリナムと中国の関係（中国語:中国－苏里南关系）では、スリナムと中国との関係について記述する。両国はそれぞれの首都に、スリナムは北京に在中国スリナム大使館を、中国はパラマリボに在スリナム中国大使館を設置している。また、スリナム国民の約10パーセントが中国系でもあり、両国の結びつきは強い一方で、中国系への反発も少なからず存在する。

## 歴史
スリナムに中国系の移民が住み始めたのは、スリナムがまだオランダの植民地であった19世紀ごろと言われている。両国は、1976年5月28日に正式な国交を樹立し、1977年5月に中国がパラマリボに、1998年1月にスリナムが北京に各々の大使館を設置した。

## 経済
スリナムと中国の関係は、21世紀に入り強固なものを築いている。2010年にオランダからの旧植民地支援プロジェクトの断たれたスリナムは、中国政府からの主要3項目（エビ養殖支援、国営テレビ網強化、低所得者向け住宅支援）の援助を受け入れ、民間企業においては、中国大連インターナショナル社も港湾整備と高速道路新規建設などの交通インフラ整備のために60億ドルを投資を享受した。2015年には、両国間は10億元を限度額とする通貨交換協定を締結した。

## 軍事
中国政府は1990年代ごろよりスリナムの陸軍省に軍事物資を提供し、2009年には160万ドル相当の物資支援を表明した。